# 딜런 & 콜 스프라우스
딜런 스프라우스(Dylan Sprouse)와 콜 스프라우스(Cole Sprouse, 1992년 8월 4일 ~ )는 미국의 배우이다.